# Reichsmarine
 (octobre 2023).

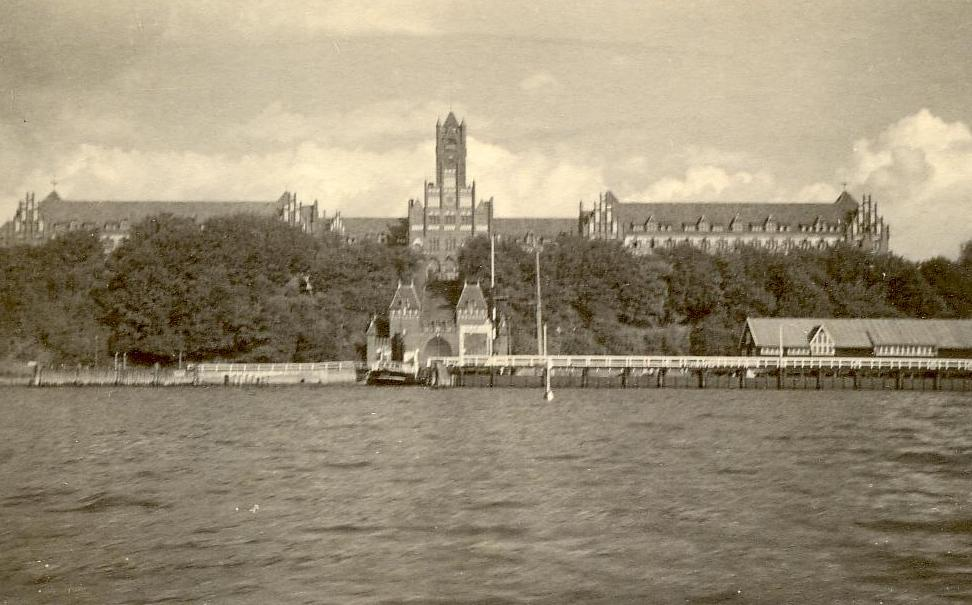
Académie navale de Mürwik, 1929.

La Reichsmarine est la dénomination de la marine de guerre allemande, à l'époque de la république de Weimar et pendant les deux premières années du Troisième Reich. Elle succède à la Kaiserliche Marine. Après la création de la Wehrmacht en 1935, elle prend la dénomination de Kriegsmarine. Le ministère de la Guerre chapeaute l'ensemble.

## Vorläufige Reichsmarine
La Vorläufige Reichsmarine (Marine temporaire du Reich) a été créée après la fin de la Première Guerre mondiale, à partir de l'ancienne Kaiserliche Marine.
Les dispositions du traité de Versailles prévoient la réduction de la flotte allemande à 15 000 hommes et aucun sous-marin. La flotte est limitée à six cuirassés pré-dreadnought, six croiseurs, douze destroyers et douze torpilleurs. Le déplacement maximal autorisé pour la construction de nouveaux cuirassés est fixé à 10 000 tonnes.

## Historique
- Navires de ligne :

- 8 cuirassés de type pré-dreadnought toujours en service en 1919 dont 5 bâtiments de la classe Braunschweig et 3 de classe Deutschland datant des années 1903-1906. Avec la réduction des effectifs, seuls 6 bâtiments étaient en fonction.

Le Preussen et le Lothringen étaient en réserve, puis rayés des listes en 1929-31. Le Braunschweig et l’Elsass furent ensuite rayés des listes en 1931.

En 1935 restaient les Hannover, Schlesien et Schleswig-Holstein.
- Croiseurs :

Les vieux croiseurs légers de la classe Gazelle et de la classe Bremen (1900-1903) étaient les seuls encore en service. Modernisés et réarmés, ils étaient moins puissants que ceux des autres marines.

Le Emden fut construit en 1925, une classe de 3 croiseurs lourds la classe Deutschland et 2 classes de croiseurs classe K et classe Leipzig.
- Destroyers et torpilleurs :

Après le traité de paix, la Reichsmarine put conserver 12 destroyers et 12 torpilleurs des classes construites entre 1911 et 1913.

Ils furent vite remplacés par la classe Möwe et la classe Wolf entre 1926 et 1929.
La Reichsmarine possédait aussi de nombreux dragueurs de mines datant de la fin de la guerre (1917-1919).